# Кинелле
Кинелле́ — посёлок в Приволжском районе Астраханской области, входит в состав Килинчинского сельсовета.

## Физико-географическая характеристика
Посёлок расположен в центральной части Приволжского района на левом берегу реки Болды к югу от ерика Дырыл-Дыме напротив села Евпраксино. Расстояние до Астрахани по прямой составляет 19 километров (до центра города), до районного центра села Началово — 11 километров, до центра сельсовета села Килинчи — 5 километров. По автодорогам, однако, расстояния до Астрахани и Началово значительно больше (38 километров до Астрахани и 25 до Началово), поскольку ближайший мост через Болду находится в 22 километрах к северу от Кинелле.
Часовой пояс
Кинелле, как и вся Астраханская область, находится в часовой зоне МСК+1. Смещение применяемого времени относительно UTC составляет +4:00.

## История
В 1969 г. указом президиума ВС РСФСР поселок фермы №1 колхоза имени 20-го партсъезда переименован в Кинелле.

## Население
| 2002 | 2010 |
| ---- | ---- |
| 251  | ↘96  |

Национальный состав
| Национальность | Численность (2010) | Процент |
| -------------- | ------------------ | ------- |
| Русские        | 43                 | 41,3%   |
| Казахи         | 18                 | 17,3%   |
| Чеченцы        | 18                 | 17,3%   |
| Татары         | 13                 | 12,5%   |
| Лезгины        | 9                  | 8,7%    |
| Аварцы         | 3                  | 2,9%    |
| Всего          | 104                | 100%    |

## Транспорт
Посёлок связан с Астраханью и Началовым одним маршрутом пригородных автобусных перевозок. Два раза в день с центрального астраханского автовокзала отправляется автобус в село Тишково Володарского района, проходящий через Кинелле. Этот маршрут также связывает Кинелле с тремя другими населёнными пунктами Килинчинского сельсовета — Килинчами, Кафтанкой и Чилимным.

## Улицы посёлка
- ул. Молодёжная
- ул. Набережная

## Люди, связанные с посёлком
- Тасимов, Азамат Утюпбергенович — уроженец Кинелле, военоослужащий, Герой России.